# Lycaena shima
Lycaena shima är en fjärilsart som beskrevs av Gabriel 1954. Lycaena shima ingår i släktet Lycaena och familjen juvelvingar. Inga underarter finns listade i Catalogue of Life.